# Per Høyer Hansen
Per Høyer Hansen (født 8. marts 1941, død 5. januar 2001) var en sportsjournalist og en markant personlighed, især som fodboldskribent. Han har skrevet et væld af artikler og bøger om verdensmesterskaberne i fodbold (1930-1998). Hans læremester i journalistik var Carl Ettrup, der var sportsredaktør på Ritzaus Bureau (1961-67) og tidligere redaktør for Idrætsbladet (ca. 1940-56)

## Biografi
I hans hjem i Gentofte-Vangede – nede på kælderkontoret – hang der minder fra et langt fodboldliv. Et liv der havde bragt ham verden rundt et par gange. Han fik interessen for fodbold fra sin far. Denne var under krigen tilskuer til hver eneste fodboldkamp i Århus Idrætspark. Allerede da var Høyer med sin far til sin første divisionskamp i fodbold.
I 1946 flyttede Høyer med sine forældre til København, og hurtigt var han fast tilskuer i Idrætsparken på hver eneste kampdag, hvor hans favorithold først var ØB og senere KB.
Per Høyer Hansen spillede selv fodbold, men det blev ikke til det helt store, selv om han i 1958 var med til at vinde SBU's pokal til Birkerød Kostskole. Per Høyer Hansen spillede også håndbold for USG. Og i bordtennis var han med til at spille en andenpræmie hjem til sin klub Virum i en turnering.
I maj 1989 blev Per Høyer Hansen gift med Tove, med hvem han fik sønnen Jesper W. Gjerløv. I julen 2000/2001 gennemgik Per Høyer Hansen en operation, efter at han i længere tid havde døjet med smerter i ryggen. Han var indlagt på Gentofte Amtssygehus, hvor han efter planen skulle blive et par uger og komme sig. Han døde imidlertid på sygehuset 5. januar 2001.

## Karriere
Høyer havde sit journalistiske virke hos først Ritzau (1963-1967), dernæst Information (1967-1978) og slutteligt hos TIPS-Bladet (1978-2001). Han var oprindeligt uddannet jurist, men valgte at gå journalist-vejen. Han blev i 1963 tilknyttet Ritzaus Bureau som freelance fodboldmedarbejder. Her fandt Per Høyer Hansen ret hurtigt ud af, at han hellere ville være sportsjournalist. Han tog dog den juridiske embedseksamen, men kom aldrig til at bruge den i praksis.
Arbejdet hos Ritzau førte til, at Høyer blev fastansat, dog på udlandsredaktionen. Fra 1967 kom han så til dagbladet Information, hvor han primært skrev udlandsstof og sport. Han blev flere gange udsendt til politiske brændpunkter.
I 1978 skiftede han til TIPS-Bladet. Her skulle han igennem årene blive en markant skikkelse. Han skrev i princippet om alle kringelkroge af fodboldens univers og besad en enorm viden. Per Høyer Hansen blev betragtet som "eksperten" igennem mange år og DBU hyrede ham til at skrive i landskampprogrammerne.
Da Danmark i VM-kvalifikationen havde slået Italien i 1981 med 3-1 i København, og der i brede dele af den danske sportspresse var en euroforisk stemning over, at nu kunne Danmark nå VM i Spanien '82, slog Per Høyer Hansen koldt vand i blodet. Vejen var stadig lang mente han. Italien vandt kvalifikationsgruppen og blev verdensmester 1982, og nederlaget til Danmark i kvalifikationen (hvor Italien havde vundet hjemmekampen mod Danmark med 2-0 i 1980) forblev italienernes eneste i den VM-turnering.

## Priser
Per Høyer Hansen vandt "Den Gyldne Pen", som årets sportsjournalist i 1992. Han var desuden hædret med Publicistprisen i 1985. Her hed det sig i begrundelsen, at han havde fået prisen for sin "fornyelse af sportsjournalistikken".

## Forfatterskab
Per Høyer Hansen skrev også en lang række bøger. Bedst kendt er hans VM-bøger ("Fodbold-VM", 1930-1998)- 1930-74 var samlet i en udgivelse, men turneringerne mellem 1978 og 1998, som han selv dækkede, fik hver sin selvstændige bog - og hans bøger om firsernes fodboldlandshold ("Til Landskamp", 1982-1989). Her følger en liste (dog ikke helt komplet) over Per Høyer Hansens bogudgivelser med forlaget listet på også.
- Fodbold VM 1930-74 (Gyldendal, 1974)
- Europa Cup 1955-75 (Gyldendal, 1976)
- Fodbold-VM Argentina ‘78 (Gyldendal, 1978)
- Kattens osse, novelle i Noget om katte (Majmånedskat, 1978)
- Den 25. time, sammen med Inge Eriksen (Gyldendal, 1979)
- Fodbold-VM Spanien ‘82 (Gyldendal, 1982)
- Til landskamp : Danmarks vej til EM (Gyldendal, 1984)
- Til landskamp : Danmark i EM og mod VM (Gyldendal, 1984)
- Til landskamp : Danmark mod VM (Gyldendal, 1986)
- Til landskamp : Danmark i VM og mod EM (Gyldendal, 1986)
- Fodbold-VM Mexico ‘86 (Gyldendal, 1986) (Genudgivet med et andet cover hos Gyldendals Bogklub, 1986)
- Til landskamp : Med EM og OL-holdet (Tipsbladet, 1987)
- Til landskamp : Det gamle og det nye landshold (Tipsbladet, 1988)
- Til landskamp : Farvel til Morten Olsen (Tipsbladet, 1989)
- Fodbold-VM Italien ‘90 (Gyldendal, 1990)
- Europamester Danmark : den danske vej til EM-titlen” (Gyldendal, 1992)
- Fodbold med mere : optegnelser fra den vide verden” (Gyldendal, 1992)
- Fodbold-VM USA ‘94 (Gyldendal, 1994)
- Europa-mestrene : fodbold-EM 1960-96” (Gyldendal, 1996)
- Fodbold-VM Frankrig '98 (Gyldendal, 1998) (Genudgivet via Gyldendals Bogklubber, 1. bogklubudg., 1998(1))

Posthume-udgivelser:
- Det' Høyer : fodbold med meget mere : udvalgte artikler fra Per Høyer Hansens kvarte århundrede på Tips-bladet, ved Niels Jørgen Larsen & Erland Vendelbo (Tips-bladet, 1. udg., 2001(1))
- Samfundet i spejlet : om nutidens affaldsfolk og hooliganismens gennembrud essays i Fodbold ! : forfattere om fænomenet fodbold, ved Peter Christensen & Frederik Stjernfelt ; Gyldendal : 2002(1-2)
- Gravskrift for uskylden : om volden som en svøbe og dens traumatiske følger essays i Fodbold ! : forfattere om fænomenet fodbold, ved Peter Christensen & Frederik Stjernfelt ; Gyldendal : 2002(1-2)